# Arkaia

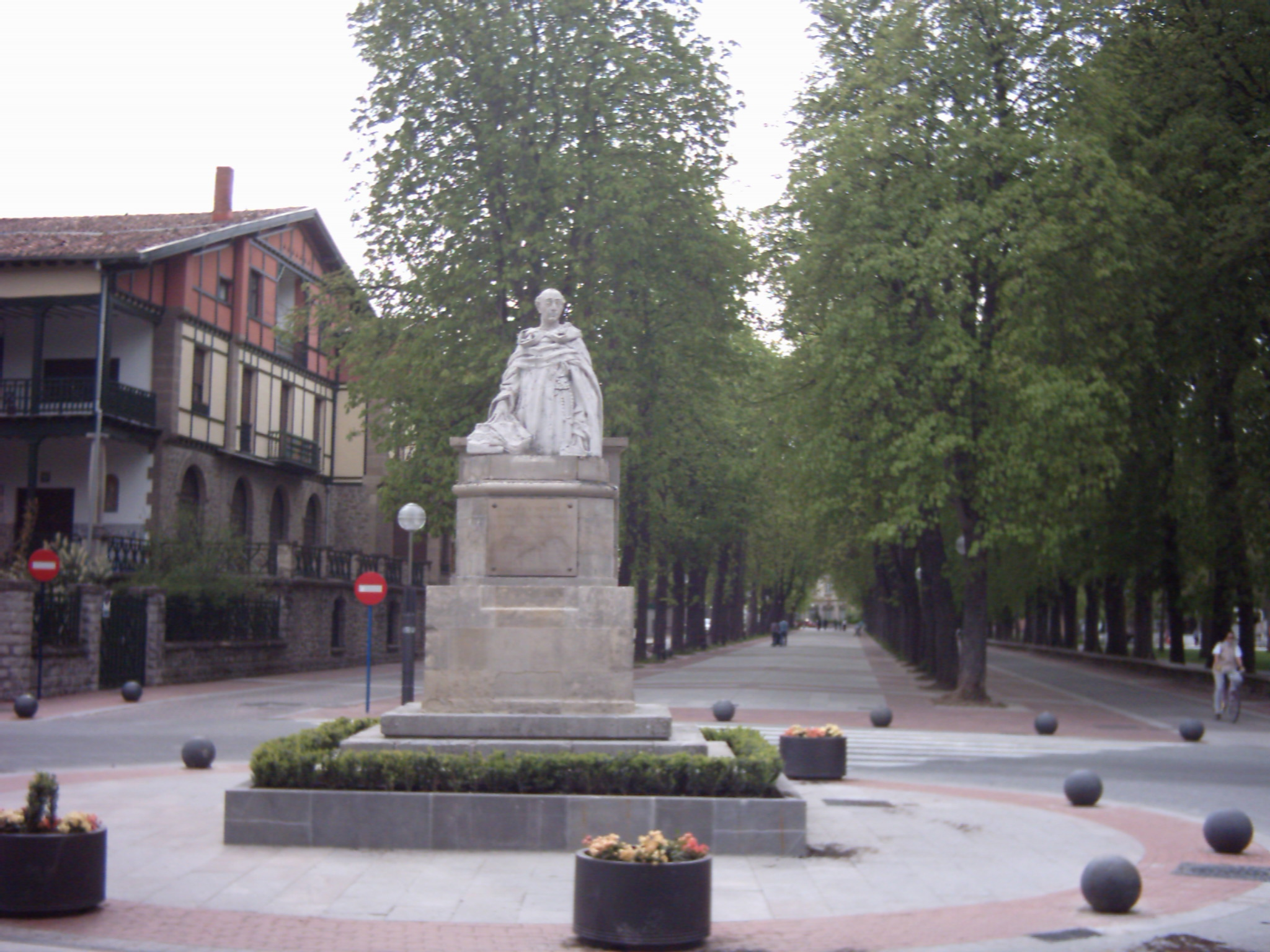
Statue de Francisco de Vitoria à Vitoria-Gasteiz

Arkaia est un village ou contrée faisant partie de la municipalité de Vitoria-Gasteiz dans la province d'Alava dans la Communauté autonome basque.

## Site romain
Des ruines et des restants archéologiques d'un bain public romain ont été découverts au XVIIIe siècle par Lorenzo Prestamero. Seule une fraction réduite du site romain reste, qui devait couvrir environ 19 hectares. Les fouilles récentes ont indiqué que le secteur a été habité en moins 300 av. J.-C.

## La famille d'Arcaya
La famille d'Arcaya est d'origine de ce lieu, et ce depuis la bataille de Padura d'Arrigorriaga en 848 dans lequel Andres de Arcaya a combattu. Diego de Arcaya est aussi un autre membre de cette famille qui a servi sous Jacques Ier d'Aragon avant de retourner plus tard s'installer dans la ville de Lekeitio, Biscay. La maison de famille d'Arcaya a été construite en 1132.
Le premier Arcaya qui a émigré en Amériques était Melchor de Arcaya, qui est arrivé au Chili en 1630, dans la ville de Colina. Les Arcaya étaient de grands propriétaires fonciers au Chili, principalement dans la région de Santiago et le nom de famille était commun dans le voisinage de Vitacura et les villes voisines de Pirque et de Colina.
L'Arcaya le plus célèbre est Francisco Diaz de Arcaya, le fils de Pedro Diaz de Arcaya, qui a pris le nom de Francisco de Vitoria quand il est devenu un moine. Il est considéré comme le père du droit international.

## Démographie
| 2000 | 2001 | 2002 | 2003 | 2004 | 2005 | 2006 | 2007 |
| ---- | ---- | ---- | ---- | ---- | ---- | ---- | ---- |
| 64   | 64   | 76   | 80   | 79   | 81   | 85   | 87   |